# 8553 Бредсміт
8553 Бредсміт (8553 Bradsmith) — астероїд головного поясу, відкритий 20 квітня 1995 року.
Тіссеранів параметр щодо Юпітера — 3,613.